# Csákvár
Csákvár est une ville du comitat de Fejér en Hongrie. Elle a le titre de ville depuis le 15 juillet 2013.

## Histoire

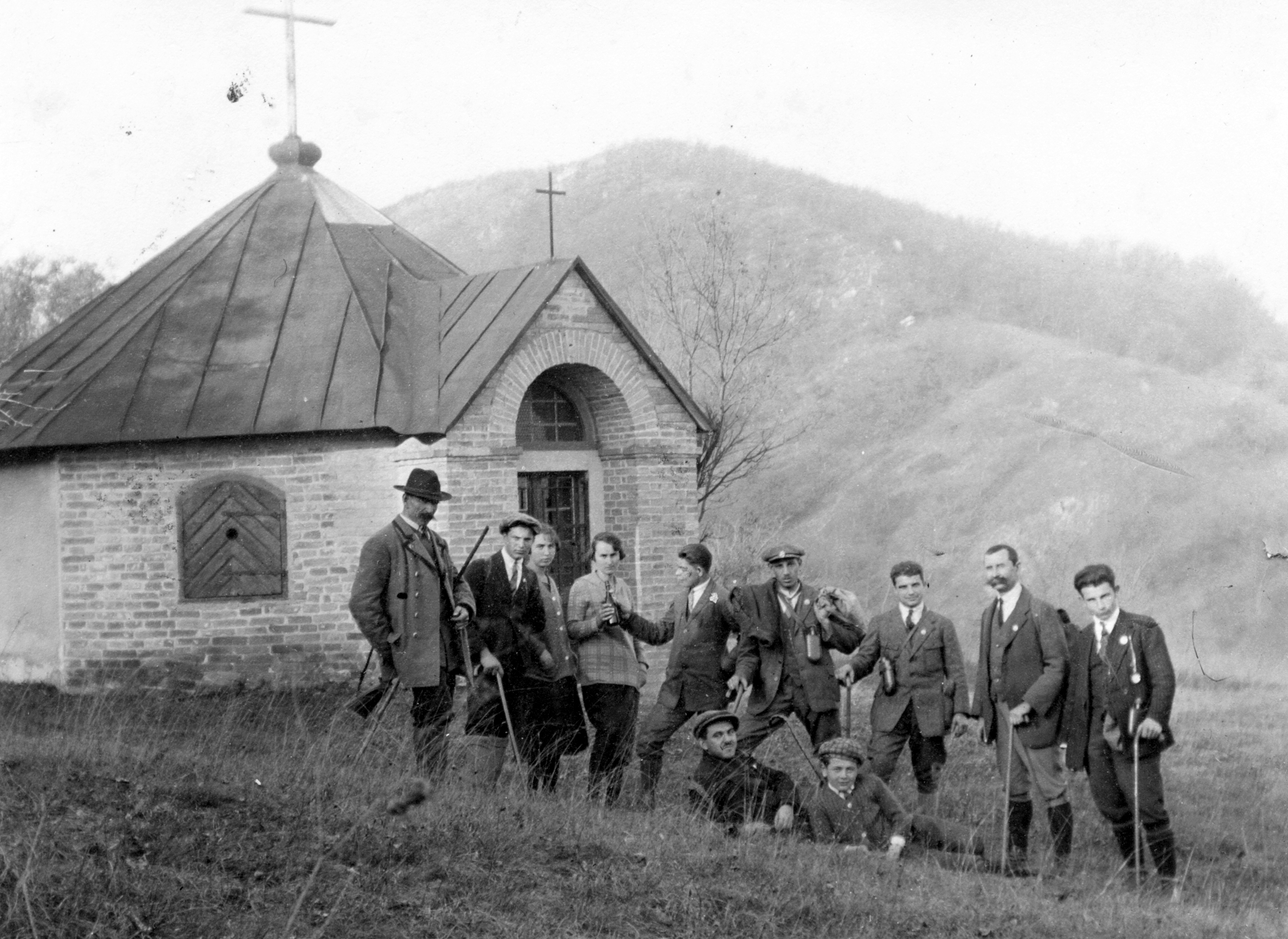
Csákvár, Chapelle du Calvaire, 1926

## Personnalités
- Ödön Tersztyánszky (1890-1929), escrimeur

## Notes et références

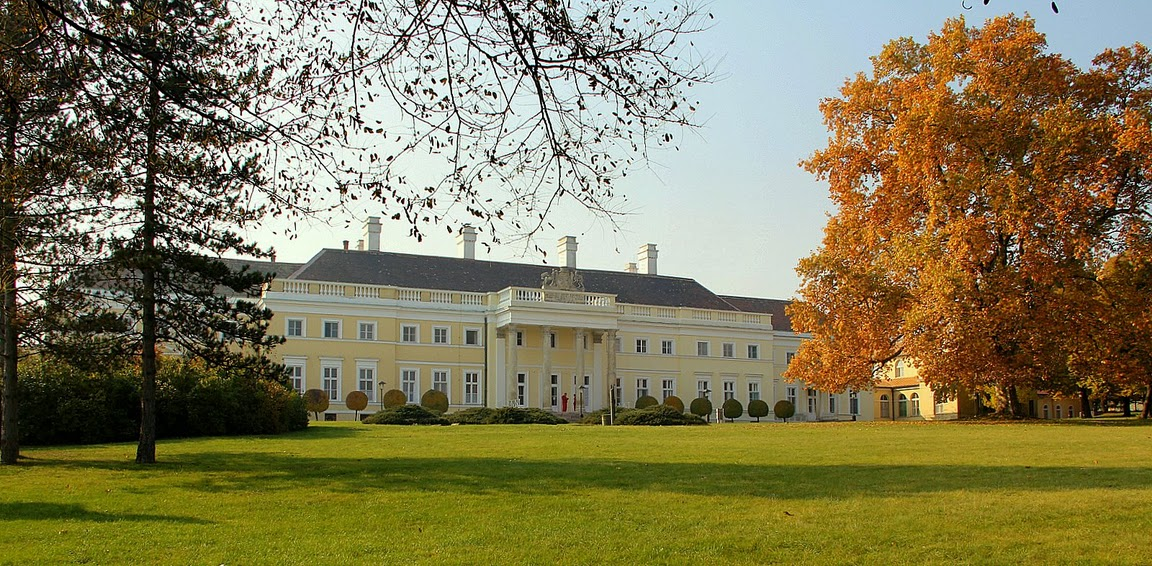
Le palais Esterházy